# Белка (Смоленская область)
Белка — бывшая деревня в Хиславичском районе Смоленской области России.
Находилась в 2 верстах восточнее современной деревни Гоголевка.

## История
В 1981 году входила в Упинский сельсовет Хиславичского района.
В 1993 году деревни уже не было. Она была обозначена, как прекратившая существование деревня Упинского сельсовета Хиславичского района.